# Олесунд
Олесунд (норв. Ålesund) је значајан град у Норвешкој. Град је у оквиру покрајине Западне Норвешке и највећи град, али не и управно седиште округа Мере ог Ромсдал (то је суседни и мањи Молде).
Према подацима о броју становника из 2009. године у Олесунду живи близу 40 хиљада становника, док у ширем градском подручју живи близу 50 хиљада становника.
Олесунд је познат у Норвешкој као „стециште сецесије" будући да је целокупно градско језгро обновљено у овом стилу после великог пожара 1904. године. Овако велики склоп у стилу сецесије је права реткост, па је град последњих деценија постао и туристичко одредиште.

## Географија
Град Олесунд се налази у западном делу Норвешке. Од главног града Осла град је удаљен 550 km северозападно од града.
Рељеф: Олесунд се налази на западном обали Скандинавског полуострва, у Гејрандерском фјорду. Град се развио на полуострву и пар околних острва (Хеса, Аспеја, Нервеја, Нервеја, Окснеја, Елингеја, Хумла и Терла). Изнад града се издижу брда. Сходно томе, надморска висина града иде од 0 до 100 м надморске висине.
Клима: Клима у Олесунду је умерено континентална са утицајем Атлантика и Голфске струје. Њу одликују благе зиме и хладнија лета.
Воде: Олесунд се развио као морска лука на у оквиру Гејрандерског фјорда, залива Северног мора. Залив није отворен ка мору, већ се ту налази више малих полуострва и острва.

## Историја
Први трагови насељавања на месту данашњег Олесунда јављају се у доба праисторије. Данашње насеље основано је у средњем веку, али није имало већи значај током следећих векова.
Године 1848. насеље Олесунд је добило градска права, што му је дало подстрек за бржи развој у другој половини 19. века. Већ тада град постаје најважнија лука за риболов на Северном мору.
Целокупно насеље је страдало у великом пожару 1904. године. После тога је Олесунд је обновљену стилу сецесије, по чему је град данас препознатљив.
Током петогодишње окупације Норвешке (1940—45) од стране Трећег рајха Олесунд и његово становништво нису значајније страдали.

## Становништво
Данас Олесунд има око 40 хиљада у градским границама и око 50 хиљада на ширем градском подручју. Последњих година број становника у граду се повећава по годишњој стопи од 1%.

## Привреда
Привреда Олесунда се традиционално заснива на риболову и производњи намештаја. И данас је градска риболовачка флота најважнија у Норвешкој. У источном делу града, удаљенијем од луке, налазе се погони за производњу намештаја.
Последњих деценија значај трговине, пословања и услуга је све већи. Посебно је ојачао значај туризма, који е заснива на посебном градском језгру у стилу сецесије.

## Збирка слика
- Стара градска лука
- Зграда из времена сецесије
- Стари део Олесунда
- Трг у градском језгру
- Главна градска црква
- Норвешки завод за сецесију
- Градско позориште
- Савремено здање градске куће Олесунда